# Me'ir Feinstein
Me'ir Feinstein (hebrejsky מאיר פיינשטיין‎, ‎5. října 1927, Jeruzalém – 21. dubna 1947, Jeruzalém) byl palestinský Žid, který žil v Jeruzalémě v britské mandátní Palestině, kde se stal členem židovské ozbrojené podzemní revizionistické skupiny Irgun. V devatenácti letech byl pro účast na bombovém útoku odsouzen britským vojenským soudem k trestu smrti oběšením. Patří tak mezi olej ha-gardom, což je označení pro členy židovských předstátních revizionistických skupin, které Britové odsoudili k tomuto druhu trestu. Spolu se svým spoluvězněm Moše Barazanim z Lechi se měli stát prvními Židy popravenými Brity v Jeruzalémě. To ale nechtěli připustit, a tak v předvečer popravy spáchali v cele sebevraždu, když mezi sebou odpálili výbušninu, kterou jim do vězení propašovali jejich přátelé ve vydlabaných pomerančích. Barazaniho a Feinsteinův osud se podle Ja'ira Šelega z deníku Ha'arec stal „jedním z nejslavnějších příběhů hrdinství v dějinách sionismu“.

## Biografie
Narodil se v jeruzalémském Starém Městě v britské mandátní Palestině v předvečer svátku Jom kipur jako nejmladší dítě ve zbožné rodině Eli'ezera a Bely Feinsteinových (Me'ir měl navíc ještě bratra Benjamina). Jeho rodiče do Palestiny přesídlili z Brestu v carském Rusku. Dostalo se mu tradiční židovské výchovy a deset let studoval v chederu ortodoxní ješivy Ec chajim (עץ חיים‎) v Jeruzalémě, kde byl jeho učitelem rabín Arje Levin. Ve třinácti letech však po smrti otce studia ukončil, aby se postaral o sebe a rodinu.
Nejprve pracoval v Jeruzalémě, poté v Ramatajim a nakonec v kibucu Giv'at ha-Šloša. Tam vstoupil do hlavní židovské podzemní vojenské organizace Hagana, v níž získal svůj první vojenský výcvik. Zároveň si díky knihám, které mu bratr posílal z Jeruzaléma, doplňoval vzdělání, neboť se chtěl v budoucnu stát spisovatelem. Když jej dostihly zprávy o masakrech a vyhlazování Židů v Evropě, rozhodl se zapojit do boje proti nacistickému Německu. Počátkem roku 1944 se v šestnácti letech přihlásil ke službě v britské armádě, kde předložil padělaný dokument od představitele města Petach Tikva, uvádějící, že mu je dvacet let. V ženijním vojsku poté dva a půl roku postupně sloužil v mandátní Palestině, Egyptě a Libanonu.

### Aktivity vIrgunu

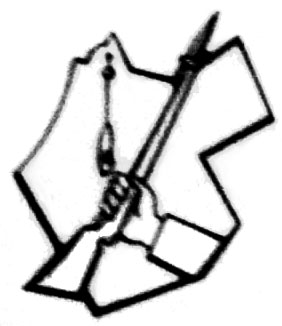
Symbol Irgunu

Po demobilizaci v červenci 1946 vstoupil do revizionisticko-sionistické skupiny Irgun (též známé jako Ecel), jež byla jednou ze tří ozbrojených podzemních sionistických organizací, které bojovaly proti Britům s cílem získat nezávislost a vytvořit židovský stát (další dvě představovaly Hagana a Lechi). Již během služby v britské armádě se spřátelil s několika židovskými vojáky, kteří byli jejími členy, a pomáhal jim z vojenských základen pronášet zbraně pro potřeby židovského odboje. V rámci tří výše zmíněných podzemních vojenských organizací Irgun platil za radikální skupinu, i když Lechi byla ještě radikálnější. Podnikal útoky proti britským cílům, z nichž nejrozsáhlejší představoval bombový útok na hotel Krále Davida v Jeruzalémě z 22. července 1946, v němž sídlily orgány britské mandátní správy, včetně vojenského velitelství a oddělení kriminálního vyšetřování (CID). Britská vláda následně Irgun označila za teroristickou skupinu.
V Irgunu Feinstein nastoupil do propagandistické jednotky, odkud jej poslali na důstojnický kurz, během něhož byl vybrán pro svoji první misi. Šlo o bombový útok na železniční stanici v Jeruzalémě, jež sloužila jako hlavní místo, skrze nějž do města přijížděli britští vojáci. Jeho úkol spočíval v řízení automobilu, který na místo přiveze irgunisty s výbušninami, a následně útočníky odveze. Operace, naplánovaná na ráno 30. října 1946, však neproběhla tak, jak měla. Byla totiž předem prozrazena jejím velitelem Heinrichem Reinholdem, kterého Britové zatkli a při výsleších zlomili. Aby si zachránil život, prozradil jim vše nejen o tomto útoku, ale i o všem, co o Irgunu věděl. Reinholdovi nadřízení si všimli jeho zmizení, a z obav, že mise mohla být vyzrazena, ji odložili. Celkem třikrát ve zhruba hodinových rozestupech k nádraží vyslali svého muže, ale ten nic podezřelého nezpozoroval, a tak operace nakonec proběhla.

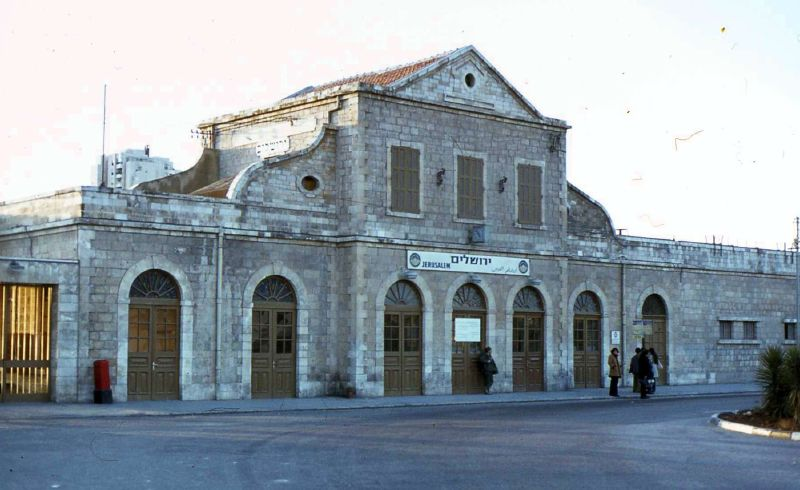
Železniční stanice v Jeruzalémě

Na železniční nádraží přijely dva Irgunem opatřené vozy taxi, v nichž na místo dorazili dva muži, převlečení za arabské nosiče zavazadel (Josef Levi a Mas'ud Biton), dále mladý pár, vydávající se za novomanžele odjíždějící na líbánky (Elijahu Levi a Sima Fleishhaker-Hoizman), a tři muži, coby stráž (dva z nich byli Dani'el Azulaj a Moše Horovic). „Nosiči“ vyndali z kufru vozu tři zavazadla „novomanželů“, naplněné výbušninami, a umístili je do čekárny nádraží. Elijahu Levi poté inicioval výbušné zařízení se zpožděným účinkem, zatímco jeho partnerka šla koupit jízdenky, aby co nejdéle nebudili podezření. Následně, za účelem varování všech na nádraží, na kufry umístila nápis „nebezpečí, miny“ v hebrejštině, angličtině a arabštině, doplněný symbolem Irgunu. Všiml si toho však přítomný arabský policista, který ji chytil za šaty, a dotázal se jí, co to má znamenat. Dokázala se mu ale vytrhnout a jeden ze tří stráží, která přijela s „novomanželi“, jej zastřelil samopalem. Poté část irgunistů naskočila do vozů, čekajících u vchodu (část z místa utekla jinak). Když ale chtěli odjet, spustili na ně připravení Britové palbu ze všech stran. Několik z nich bylo zasaženo, včetně Feinsteina, který řídil jeden z vozů, a utrpěl těžké zranění levé paže. „Novomanželka“, která seděla na místě spolujezdce, mu kusem svých šatů ránu za jízdy obvázala. Feinsteinovi se rychlou jízdou podařilo Brity setřást a dojet do jeruzalémské čtvrti Jemin Moše, kde se ukryli v jednom z bytů. Nedlouho poté však Britové čtvrť uzavřeli a na základě krvavých stop Feinsteina nalezli a zatkli. Poté jej převezli do vládní nemocnice, kde mu lékaři amputovali levou paži, aby zabránili sepsi. Kromě Feinsteina se Britům podařilo dopadnout ještě tři útočníky (zbylí dokázali uprchnout). Byli jimi Moše Horovic spolu s Mas'ud Bitonem, které zadrželi vojáci Arabské legie nedaleko nádraží, a Dani'el Azulaj, jehož se zraněním břicha a nohy dopadli ve stejné čtvrti jako Feinsteina. Na základě britských zátahů proti Irgunu, nesouvisejících s touto akcí, se potvrdilo, že Reinhold vyzradil tajné informace. Britové se pokusili zneškodnit výbušniny ukryté v kufrech na jeruzalémském nádraží. Ty však detonovaly a zabily přítomného ženistu.

### Soud

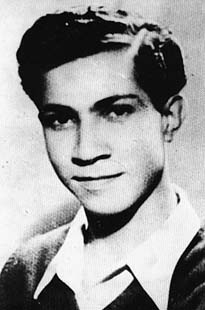
Feinsteinův spoluvězeň Moše Barazani

Britský vojenský soud zahájil proces se čtyřmi chycenými útočníky 25. března 1947. Pro Bitoniho a Horovice se Irgunu podařilo zajistit falešné alibi. Druhá dvojice prohlásila, že neuznává autoritu britského soudu, odmítá právní zástupce, a že se soudního řízení odmítá účastnit. Feinstein si namísto toho během slyšení pročítal spisy Ze'eva Žabotinského a vystoupil až před vynesením verdiktu, kdy mimo jiné prohlásil:
| „ | Myslíte si, že nás můžete vystrašit smrtí? Nás, kteří jsme léta slyšeli kola vozů, které odvážely naše bratry, naše rodiče, ty nejlepší z našeho národa, na porážku? (…) Každý den se ptáme sami sebe: v čem jsme lepší než oni, miliony našich bratří? (…) Na otázky, jako je tato, nabízí naše svědomí jedinou odpověď: zůstali jsme naživu ne proto, abychom žili a čekali v podmínkách otroctví, represí, nové Treblinky. Zůstali jsme naživu, abychom zajistili svobodu a důstojnost pro nás, náš národ, děti, děti našich dětí a budoucí generace. | “ |

Vojenský soud následně vynesl rozsudek. Přijal alibi, které měli Bitoni a Horovic, a dvojici osvobodil, avšak Feinsteina a Azulaje odsoudil k trestu smrti oběšením. Feinstein ještě zvolal: „V krvi a ohni Judea padla, v krvi a ohni opět povstane!“ Poté byli odvedeni od soudu a umístěni do britského centrálního vězení v jeruzalémské čtvrti Migraš ha-Rusim. Azulaj se nakonec dočkal zmírnění trestu na doživotní odnětí svobody.
V britském centrálním vězení se Feinsteinovým spoluvězněm stal dvacetiletý Moše Barazani z Lechi. Toho Britové zatkli a odsoudili k trestu smrti oběšením za držení zbraně a úmysl zabít britského vojenského velitele Jeruzaléma. Nebylo přitom běžné umístit dva vězně na společnou celu. V tomto případě však učinili výjimku, neboť Feinstein potřeboval výpomoc kvůli jeho amputované paži. Feinstein a Barazani pocházeli z odlišných poměrů a revizionistických skupin. Lišili se i z hlediska etnického: zatímco Feinstein (v Jeruzalémě narozený sabra) měl aškenázské předky, Barazani byl sefardský Žid původem z iráckého Bagdádu.

### Sebevražda

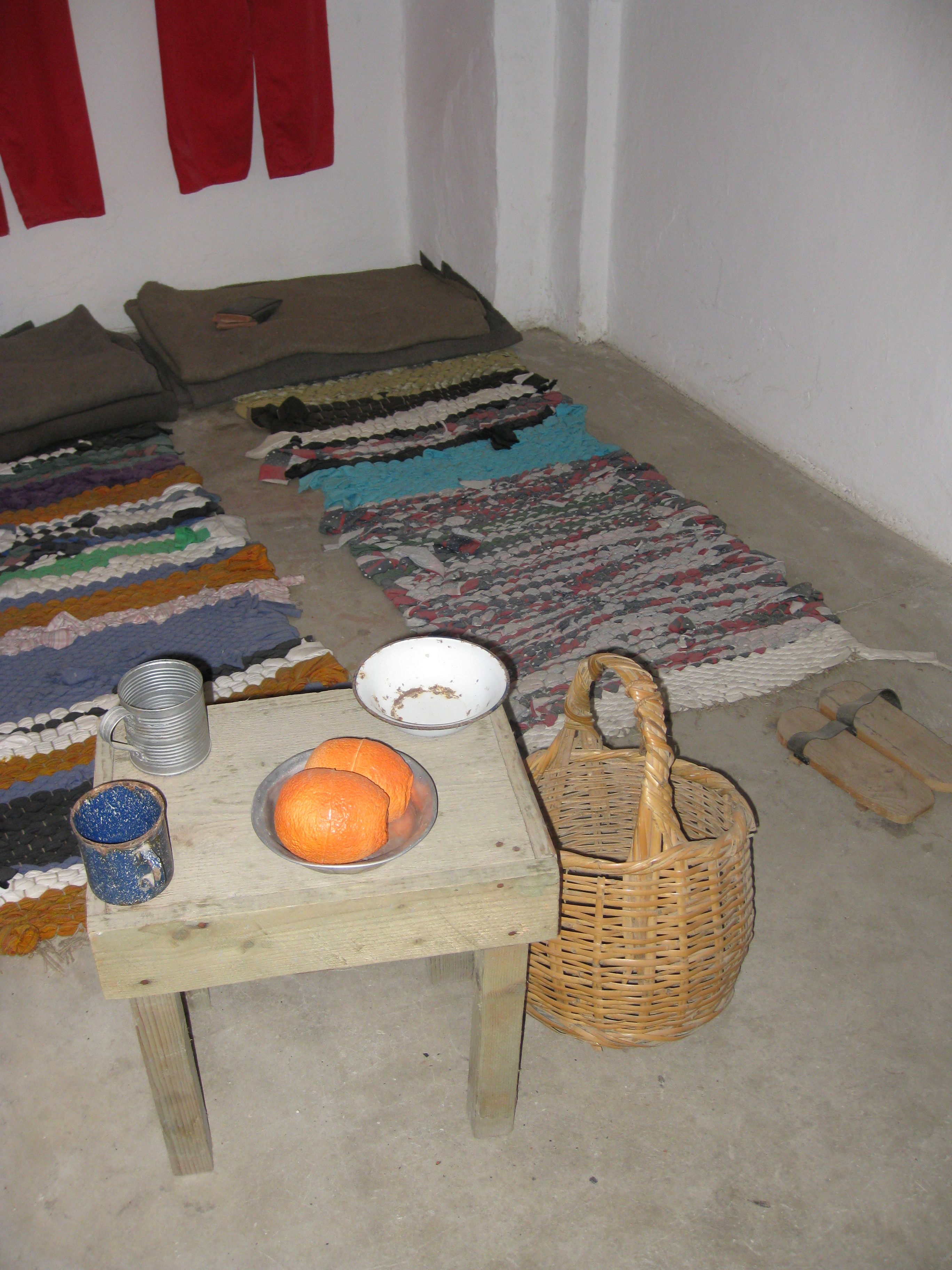
Rekonstrukce Barazaniho a Feinsteinovy cely v jeruzalémském Muzeu židovského odboje, kde dříve sídlilo britské centrální vězení

Poslední dny jejich života ovlivnila poprava Dova Grunera a tří dalších příslušníků Irgunu v britské věznici v Akku, k níž došlo 16. dubna 1947. Barazani a Feinstein se měli stát prvními Židy, které Britové popraví v Jeruzalémě, avšak rozhodli se, že něco takového nedopustí. Podařilo se jim poslat vzkaz spoluvězňům v jiné cele s žádostí o ruční granáty, kterými by těsně před popravou zabili sebe a popravčí u šibenice. Inspirovali se biblickým příběhem jejich společného hrdiny Samsona, který zemřel, když strhl sloupy chrámu, v němž hodovali jeho věznitelé – nepřátelští Pelištejci. Při tom zvolal: „Ať zhynu zároveň s Pelištejci!“ (תמות נפשי עם פלשתים‎). Tato myšlenka nebyla v revizionistických kruzích nová. Stejný plán měl původně Gruner, pro něhož se do vězení podařilo propašovat výbušninu v balících jídla. Když byl posléze odvezen k popravě do Akka, zůstala výbušnina v jeruzalémské věznici.
Jakmile Barazaniho a Feinsteinův plán postupně schválilo vedení Lechi a Irgunu, začal pro ně spoluvězeň Eli'ezer Ben Ami z Lechi vyrábět improvizované výbušné zařízení. Podle původního plánu měla být výbušnina schována do krabiček modlitebních řemínků tfilin. Ukázalo se však, že by jí nedokázaly pojmout dostatečné množství. Ben Ami nakonec vymyslel, že by se výbušnina mohla ukrýt do pomerančů, které se ve vězení běžně konzumovaly. Z pomerančů odřízl horní část a vnitřek vydlabal. Následně jej napěchoval výbušninou spolu s kovovými úlomky, instaloval rozbušku se zápalnou šňůrou, a vrátil horní část. Dva takové pomeranče přeměněné v improvizované výbušné zařízení pak byly dvojici přineseny v košíku s ovocem a dalším jídlem, které v kuchyni připravovali vězni, aniž by upravené ovoce jakkoli vzbudilo pozornost stráží.
Dne 21. dubna 1947 byl v Jeruzalémě nařízen zákaz vycházení, což vedlo k dohadům, že budou Barazani a Feinstein brzy popraveni. Večer téhož dne přivedli Britové do vězení za odsouzenci rabína Ja'akova Goldmana, který byl Židovskou národní radou jmenován rabínem palestinských věznic a zahraničních britských internačních táborů. Goldman chtěl dvojici dodat odvahu a přislíbil jim, že s nimi následující den bude během popravy, která se měla uskutečnit ve 2.00 ráno. To Barazaniho s Feinsteinem šokovalo a neúspěšně se mu pokoušeli jeho úmysl rozmluvit. Svůj záměr mu však nemohli prozradit, aby jej nekompromitovali. Všichni tři pak na Feinsteinovu žádost zpívali modlitbu Adon olam, a když rabín odcházel, zpívala dvojice hymnu sionistického hnutí ha-Tikvu. S ohledem na nové skutečnosti a Goldmanovu jistou přítomnost při popravě se Barazani s Feinsteinem rozhodli změnit původní plán, aby neohrozili rabínův život. Poté ještě Feinstein věnoval britskému dozorci Thomasi Goodwinovi, kterému s Barazanimu přezdívali „dobrý žalářník“, svou Bibli s věnováním. V něm mimo jiné stálo: „Je lepší zemřít se zbraní v ruce, než žít s rukama nad hlavou.“ Dvacet minut před půlnocí, zhruba půl hodiny po Goldmanově odchodu, se oba muži postavili čelem k sobě a objali se. Barazani následně mezi jejich těla na úrovni srdce umístil pomeranče s výbušnými zařízeními a cigaretou zapálil zápalné šňůry. Následné dva výbuchy otřásly vězením a oba muži byli na místě mrtvi.

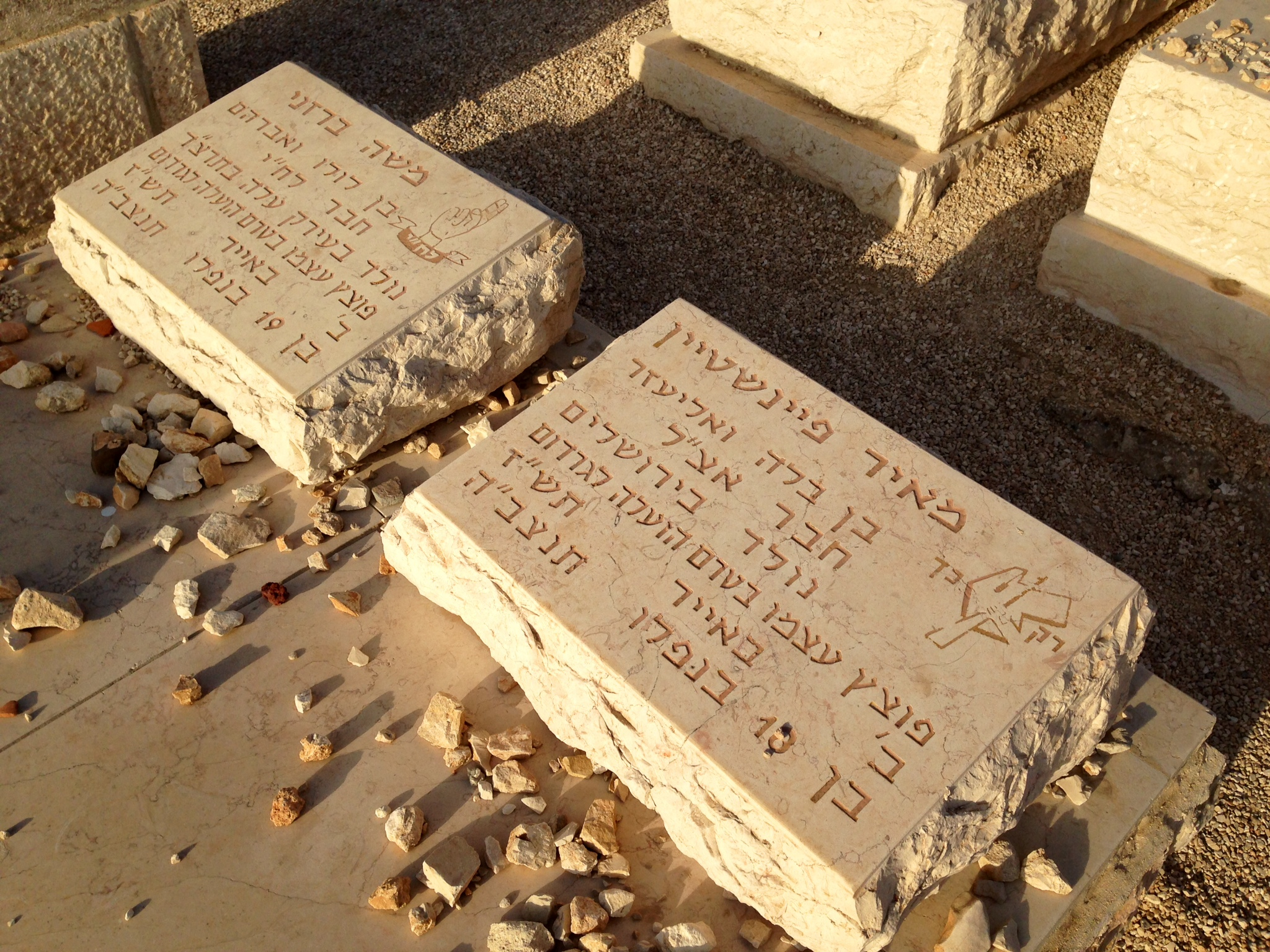
Feinsteinův (vpravo) a Barazaniho hrob na Olivové hoře v Jeruzalémě

Na pokyn palestinského vrchního aškenázského rabína Jicchaka ha-Levi Herzoga byli oba muži pohřbeni na Olivové hoře v Jeruzalémě, v části věnované obětem nepokojů v letech 1929 a 1936 až 1939. Pohřbu, který se uskutečnil 23. dubna, se směli zúčastnit jen nejbližší rodinní příslušníci, což představovalo rodiče obou mužů, Feinsteinovu snoubenku Rachel a jeho bratra. Na pohřbu promluvil rabín Arje Levin a Feinsteinův bratr Benjamin. Barazaniho a Feinsteinův jarcajt (výročí úmrtí) připadá na druhý den židovského měsíce ijar.

## Památka
Osud Barazaniho a Feinsteina se podle Ja'ira Šelega z deníku Ha'arec stal „jedním z nejslavnějších příběhů hrdinství v dějinách sionismu“. Básník Natan Alterman, který jinak platil za oponenta Irgunu a Lechi, o dvojici napsal oslavnou báseň, která vyšla v deníku Davar. Článek v deníku skupiny Lechi připodobnil Barazaniho s Feinsteinem k bojovníkům Jodfatu a Masady, míst posledního vzdoru během první židovské války proti Římskému císařství. Vůdce revizionistické skupiny Irgun a pozdější izraelský premiér Menachem Begin byl skutkem těchto dvou mladých mužů natolik pohnut, že ve své poslední vůli požádal, aby byl po smrti pohřben po jejich boku na Olivové hoře. Přestože jsou vůdci národa pohřbíváni na Herzlově hoře, je Begin spolu s manželkou Alizou pochován vedle Barazaniho a Feinsteina.
Od počátku 70. let 20. století byly na počest olej ha-gardom (Židů z revizionistických skupin popravených Brity na šibenici) pojmenovávány ulice v městech po celém Izraeli. Feinsteinovo jméno nesou mimo jiné ulice v Tel Avivu, Jeruzalémě či Beerševě. V prosinci 1982 byla k uctění jeho památky vydána poštovní známka o nominální hodnotě 3 šekelů, a to v rámci série známek věnovaných dvaceti „mučedníkům boje za izraelskou nezávislost“. V roce 2007 se při příležitosti 60. výročí Barazaniho a Feinsteinovy smrti uskutečnil státní obřad v Muzeu židovského odboje (Museum of Underground Prisoners) v Jeruzalémě. Při té příležitosti se do Izraele vrátila Bible, kterou Me'ir Feinstein daroval dozorci Goodwinovi. Jeho syn ji po otcově smrti vrátil Feinsteinově rodině. Samotná Bible však zůstává v expozici muzea.